# Porcelaine de Chelsea

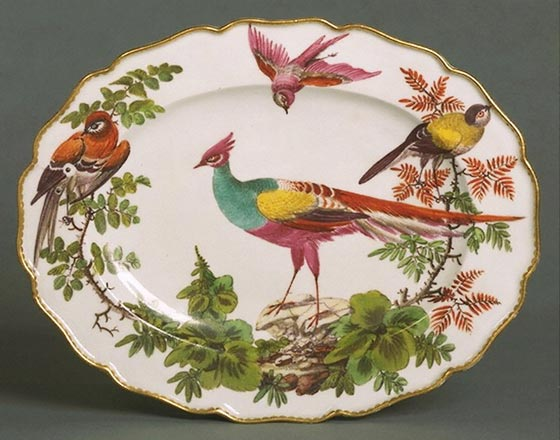
Plat aux oiseaux, vers 1765, porcelaine tendre à décor portant au dos la marque à l'ancre d'or. Victoria and Albert Museum

La porcelaine de Chelsea fut fabriquée de 1745 à 1784 dans une manufacture construite par le flamand Nicholas Sprimont, associé au bijoutier Charles Gouyn. La manufacture ne produisit que de la porcelaine tendre. Cette production de porcelaine fut tardive par rapport à ce qui se faisait à l'époque en Europe continentale mais Chelsea fut la première manufacture de porcelaine d'importance du Royaume-Uni.

## Historique
Quatre périodes se distinguent dans la production de Chelsea, elles sont nommées en fonction de leurs signatures.

### Les quatre périodes

Marque de la période dite du triangle gravé

- Période du triangle gravé (1745-1749) : Durant cette période, la production est majoritairement une porcelaine tendre à couverte dure. Les pièces, inspirées par l'argenterie restent de couleur blanche.
- Période de l'ancre en relief (1749-1752) : Les recherches pour améliorer la qualité de la pâte et de la cuisson permettent d'obtenir une porcelaine supportant les décors colorés. L'influence de la porcelaine de Saxe (Meissen) est évidente et les décors de paysages et de fleurs sont empruntés à Vincennes.
- Période de l'ancre rouge (1752-1758) : porcelaine blanche de très bonne qualité, grande influence de Meissen et de Chantilly, technique du "slip-casting" (barbotine coulée dans des moules en plâtre). Les décors subissent l'influence du goût croissant pour les céramiques d'Asie.
- Période de l'ancre d'or (1758-1769) : Le goût français est prépondérant et entraîne l'adoption du style rococo de Sèvres. Les modèles de figurines ou de vaisselle de table portent souvent des inscriptions en français.
- se rencontre parfois également la marque à l'ancre bleue sous couverte.

Les quatre périodes successives
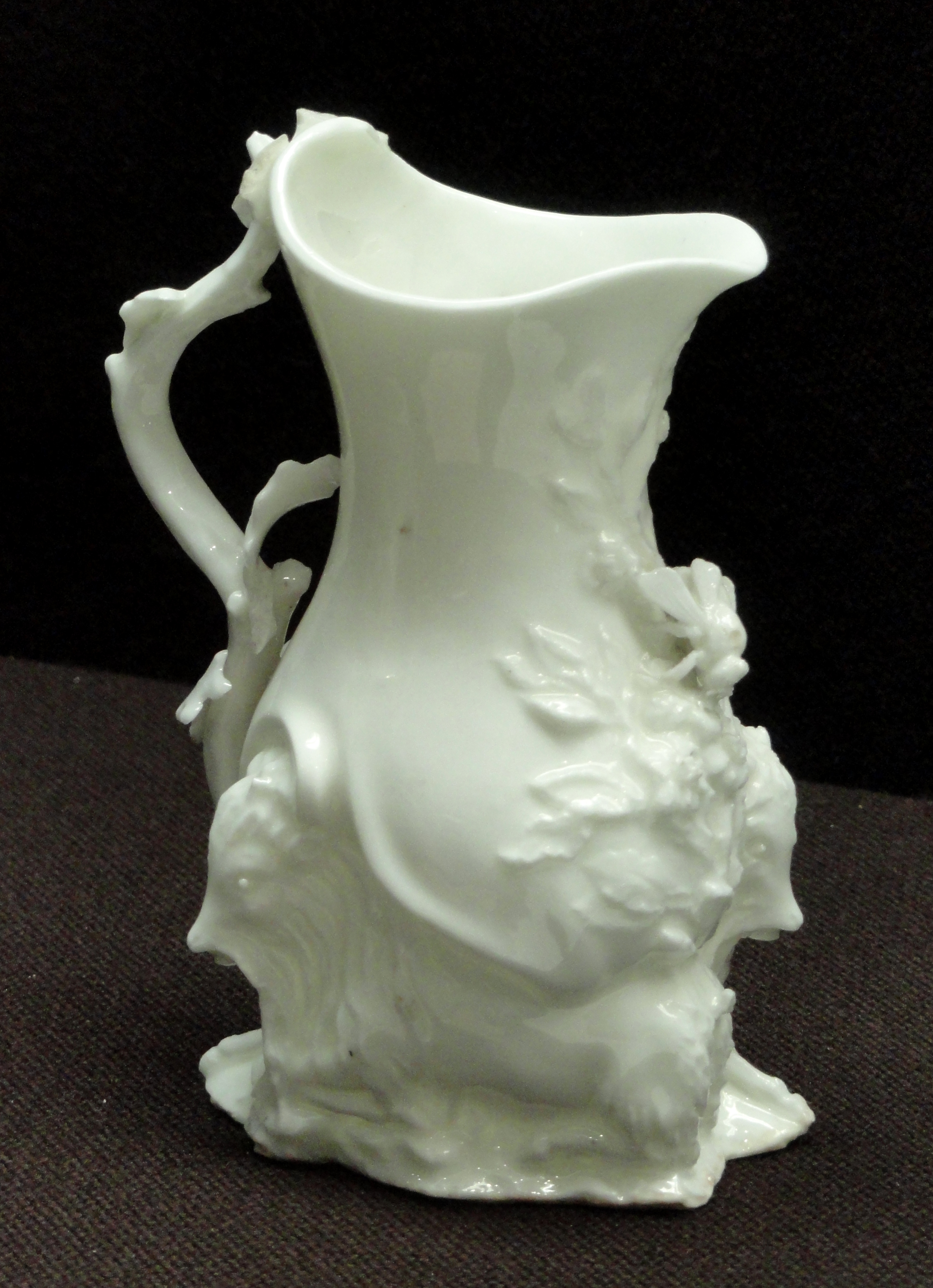
Période du triangle gravé, cruche aux motifs de chèvres et d´abeille, 1745
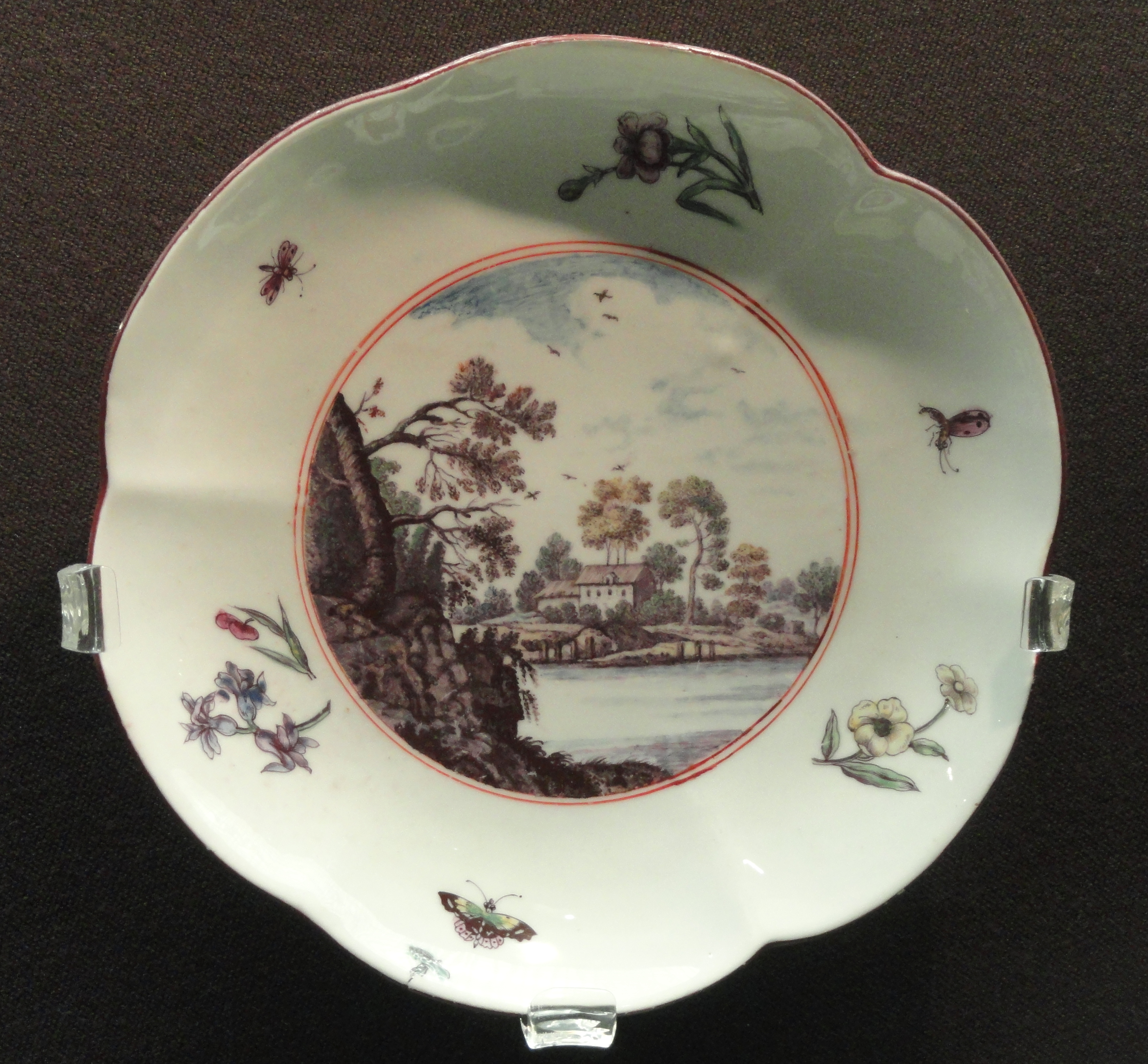
Période de l'ancre en relief, assiette aux décors inspirés du style de Vincennes, vers 1750-1752
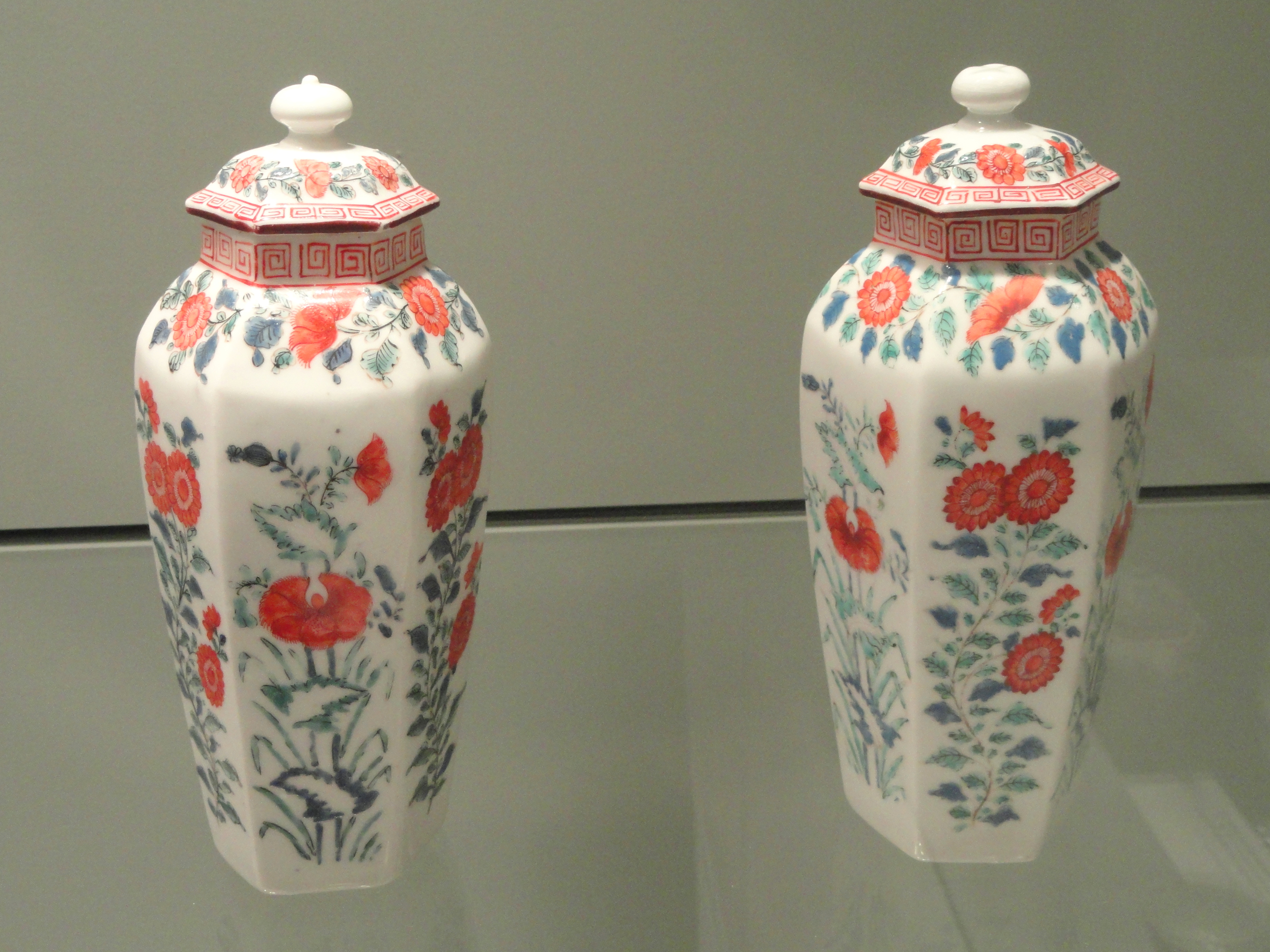
Période de l'ancre rouge, paire de vases hextogonaux dans le style japonais Kakiémon, vers 1752-1755
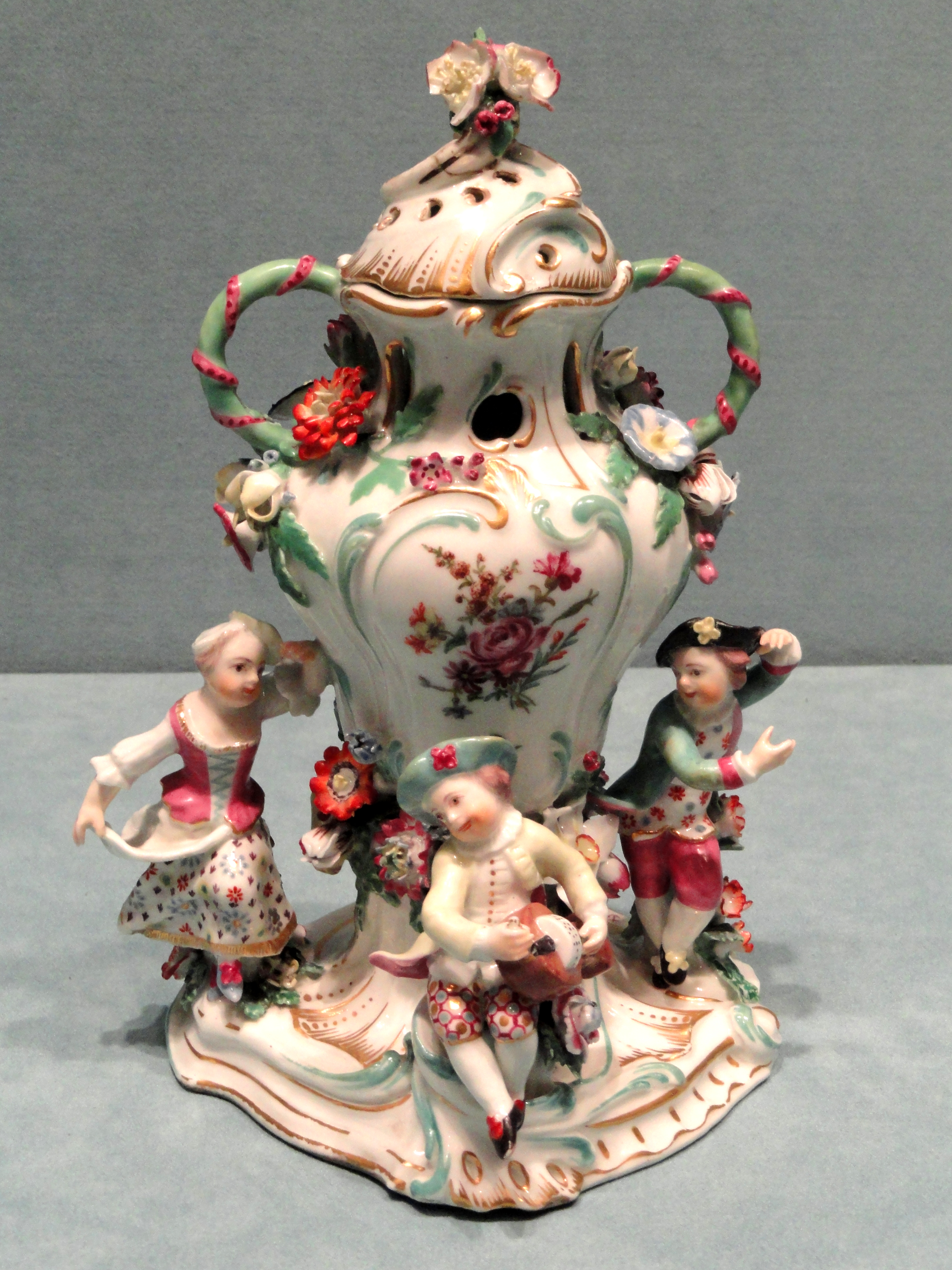
Période de l'ancre d'or, pot à parfum à la décoration baroque, vers 1760-1769

### La fermeture
La manufacture est rachetée en 1769 par William Duesbury, propriétaire de la manufacture de Derby. La production de cette époque, de style néoclassique, ne peut être distinguée de la production de Derby. Elle est nommée porcelaine de Chelsea-Derby. 
En 1784, la manufacture est définitivement fermée, les moules et modèles sont transférés et une partie des ouvriers céramistes s'installent à Derby.